# Jeunesse sportive madinet Tiaret
Pour les articles homonymes, voir JSMT.
Actualités
Dernière mise à jour : 11 décembre 2023.
La Jeunesse Sportive Madinet Tiaret (en arabe : الشبيبة الرياضية لمدينة تيارت), plus couramment abrégée en JSM Tiaret, est un club algérien de football fondé en 1943 et basé dans la ville de Tiaret.

## Histoire
Le club est fondé le 7 avril 1943 à Tiaret sous le nom de la Jeunesse Sportive Musulmane de Tiaret.
La JSMT a évolué au Stade Ait Abderrahim Ahmed jusqu'à la saison 1986/1987 avant de s'installer au Stade Ahmed Kaïd.

## Bilan sportif

### Palmarès
| Compétitions nationales | Compétitions internationales |
| - Ligue 1 - 3e : 1987-88. - Ligue 2 (3) - Champion Gr. ouest : 1969-70, 1983-84 et 1986-87. - Vice-champion Gr. ouest : 1992-93. - 3e : 1968-69 et 1978-79. - DNA (3) : - Champion Gr. ouest : 1966-67, 1980-81 et 2004-05. - Inter-région (2) : - Champion Gr. ouest : 2011-12 et 2017-18. |                              |

### Classement en championnat par année
- 1962-63 : C-H Gr. Ouest, 3e
- 1963-64 : DH, Gr. Ouest, 5e
- 1964-65 : D1, 15e
- 1965-66 : D2, Gr. Ouest, 3e
- 1966-67 : D3,D.Honneur Ouest, 1er
- 1967-68 : D2, 4e
- 1968-69 : D2, 3e
- 1969-70 : D2,Gr. Centre-Ouest, 1er
- 1970-71 : D1, 9e
- 1971-72 : D1, 10e
- 1972-73 : D1, 8e
- 1973-74 : D1, 14e
- 1974-75 : D2,Gr. Ouest, ?e
- 1975-76 : D2,Gr. Ouest, ?e
- 1976-77 : D2,Gr. Ouest, ?e
- 1977-78 : D2,Gr. Ouest, ?e
- 1978-79 : D2,Gr. Ouest, ?e
- 1979-80 : D3, honneur  Ouest, ?e
- 1980-81 : D3, honneur Ouest, 1er
- 1981-82 : D2,Gr. Centre-Ouest, 5e
- 1982-83 : D2, Gr. Centre-Ouest, 4e
- 1983-84 : D2, Gr. Centre-Ouest, 1er
- 1984-85 : D1, 20e
- 1985-86 : D2, Gr. Ouest, 2e
- 1986-87 : D2, Gr. Ouest, 1er
- 1987-88 : D1, 3e
- 1988-89 : D1, 3e
- 1989-90 : D1, 8e
- 1990-91 : D1, 10e
- 1991-92 : D1, 16e
- 1992-93 : D2, Gr. Ouest, 2e
- 1993-94 : D2, Gr. Ouest, 10e
- 1994-95 : D2, Gr. Ouest, 14e
- 1995-96 : D2, Gr. Ouest, 7e
- 1996-97 : D2, Gr. Ouest, 12e
- 1997-98 : D2, Gr. Ouest, 4e
- 1998-99 : D1, 8e
- 1999-00 : D2, 6e
- 2000-01 : D2, Gr. Centre-Ouest, 7e
- 2001-02 : D2, Gr. Centre-Ouest, 5e
- 2002-03 : D2, Gr. Centre-Ouest, 4e
- 2003-04 : D2, Gr. Ouest, 7e
- 2004-05 : D3, Gr. Ouest, 1er
- 2005-06 : D2, 11e
- 2006-07 : D2, 18e
- 2007-08 : D3, DNA Gr. Ouest, 4e
- 2008-09 : D3, DNA Gr. Ouest, 3e
- 2009-10 : D3, DNA Gr. Ouest, 16e
- 2010-11 : D4, Inter-Régions Gr. Ouest, 6e
- 2011-12 : D4, Inter-Régions Gr. Ouest, 1er
- 2012-13 : D3, DNA Gr. Ouest, 3e
- 2013-14 : D3, DNA Gr. Ouest, 6e
- 2014-15 : D3, DNA Gr. Ouest, 5e
- 2015-16 : D3, DNA Gr. Ouest, 15e
- 2016-17 : D4, Inter-Régions Gr. Ouest, 2e
- 2017-18 : D4,Inter-Régions Gr. Ouest, 1er
- 2018-19 : D3, DNA Gr. Ouest, 2e
- 2019-20 : D3, DNA Gr. Ouest, 6e
- 2020-21 : Ligue 2, Gr. Ouest, 4e
- 2021-22 : Ligue 2, Gr. Ouest, 5e
- 2022-23 : Ligue 2, Gr. Ouest, 3e
- 2023-24 : Ligue 2, Gr. Ouest, 7e
- 2024-25 : Ligue 2, Gr. Ouest, ?e

### Parcours de la JSMT en coupe d'Algérie
| Saison  | Tour           | Matchs            | Résultats               |
| ------- | -------------- | ----------------- | ----------------------- |
| 1962-63 | ?              | ?                 | ?                       |
| 1963-64 | 1/8 finale     | MSP Batna         | 1-1 ap (aux corners 3-4 |
| 1964-65 | 1/32 finale    | IRB Mers El-Kebir | 3-0                     |
| 1965-66 | 1/16 finale    | USM Oran          | 2-1                     |
| 1966-67 | 1/8 finale     | OM Saint Eugène   | 1-0                     |
| 1967-68 | 1/8 finale     | WA Rouiba         | 3-1                     |
| 1968-69 | 1/8 finale     | CR Belcourt       | 1-0                     |
| 1969-70 | 1/4 finale     | ES Mostaganem     | 1-0                     |
| 1970-71 | 1/64 finale    | USM Bel Abbès     | 1-1 (aux corners)       |
| 1971-72 | 1/32 finale    | USM Bel Abbès     | 1-0                     |
| 1972-73 | 1/16 finale    | USM Bel Abbès     | 0-0 t.a.b               |
| 1973-74 | 1/8 finale     | JS Kawkabi        | 2-0                     |
| 1974-75 | 1/16 finale    | JSM Skikda        | 0-0                     |
| 1975-76 | 1/32 finale    | USM Bel Abbès     | 3-1                     |
| 1976-77 | 1/32 finale    | ASM Oran          | 5-2                     |
| 1977-78 | ?              | ?                 | ?                       |
| 1978-79 | ?              | ?                 | ?                       |
| 1979-80 | ?              | ?                 | ?                       |
| 1980-81 | ?              | ?                 | ?                       |
| 1981-82 | 1/8 finale     | USM El Harrach    | 2-1                     |
| 1982-83 | 1/16 finale    | CR Belcourt       | 2-0                     |
| 1983-84 | 1/4 finale     | JH Djazaïr        | 2-0 a.p                 |
| 1984-85 | 1/8 finale     | CRE Constantine   | 1-0                     |
| 1985-86 | 1/4 finale     | MC Oran           | 3-1                     |
| 1986-87 | 1/64 finale    | CRB Ben Badis     | 2-2 t.a.b 4-3           |
| 1987-88 | 1/8 finale     | DRB Baraki        | 2-2 t.a.b 3-2           |
| 1988-89 | 1/8 finale     | ES Guelma         | 2-1 a.p                 |
| 1989-90 | N.J            | N.J               | N.J                     |
| 1990-91 | 1/32 finale    | MC Saida          | 3-1                     |
| 1991-92 | 1/16 finale    | USM El Harrach    | 0-0 t.a.b 4-3           |
| 1992-93 | N.J            | N.J               | N.J                     |
| 1993-94 | 1/4 finale     | AS Ain M'lila     | 1-1 t.a.b 4-2           |
| 1994-95 | ?e T.R         | ?                 | ?                       |
| 1995-96 | 1/64 finale    | MC Bel-Abbès      | 1-1 t.a.b               |
| 1996-97 | ?e T.R         | ?                 | ?                       |
| 1997-98 | 1/4 finale     | USM Ain Beida     | 4-3 2-2                 |
| 1998-99 | 1/32 finale    | USM Alger         | 1-0                     |
| 1999-00 | 1/16 finale    | USM Bel Abbès     | 2-0                     |
| 2000-01 | 1/16 finale    | CRB Mecheria      | 2-2 t.a.b 5-4           |
| 2001-02 | 1/32 finale    | OMR El Anasser    | 3-1                     |
| 2002-03 | 1/32 finale    | E Sour Ghozlane   | 1-0                     |
| 2003-04 | 1/32 finale    | USM Ain Beida     | 2-1                     |
| 2004-05 | ?e T.R         | ?                 | ?                       |
| 2005-06 | 1/64 finale    | MC Saida          | ?                       |
| 2006-07 | 1/64 finale    | ARB Ghriss        | 1-0                     |
| 2007-08 | 4e T.R         | IS Tighennif      | ?                       |
| 2008-09 | 1/64 finale    | GC Mascara        | 2-1                     |
| 2009-10 | 1/32 finale    | MC Alger          | 5-2                     |
| 2010-11 | 4e T.R         | MB Hassasna       | ?                       |
| 2011-12 | 1/32 finale    | ES Ben Aknoun     | 3-2 a.p                 |
| 2012-13 | 1/32 finale    | IRB El Hadjar     | 3-1                     |
| 2013-14 | 1/8 finale     | USMM Hadjout      | 1-0                     |
| 2014-15 | 4e T.R         | MB Hassasna       | 3-1                     |
| 2015-16 | 1/32 finale    | RA Aïn Defla      | 2-1                     |
| 2016-17 | 4e T.R         | HB El Bordj       | ?                       |
| 2017-18 | 1/64 finale    | SA Mohamadia      | 1-1 t.a.b               |
| 2018-19 | 1/32 finale    | MB Rouissat       | 1-1 t.a.b 3-2           |
| 2019-20 | 4e T.R         | IS Tighennif      | 1-2                     |
| 2020-21 | N.J            | N.J               | N.J                     |
| 2021-22 | N.J            | N.J               | N.J                     |
| 2022-23 | 1/32 de finale | JS Kabylie        | 1-0                     |
| 2023-24 | 1/32 de finale | US Chaouia        | 3-1                     |

### Bilan par compétition
| Compétition       | Saisons | Titres | J   | G   | N   | P   | Bp  | Bc  | Diff. |
| ----------------- | ------- | ------ | --- | --- | --- | --- | --- | --- | ----- |
| Ligue 1           | 14      | -      | ... | ... | ... | ... | ... | ... | ...   |
| Ligue 2           | 27      | 3      | ... | ... | ... | ... | ... | ... | ...   |
| Division 3        | 11      | 3      | ... | ... | ... | ... | ... | ... | ...   |
| Division 4        | 4       | 2      | ... | ... | ... | ... | ... | ... | ...   |
| Coupe d'Algérie   | 56      | -      |     |     |     |     |     |     |       |
| Coupe de la Ligue | 3       | -      | ... | ... | ... | ... | ... | ... | ...   |
| Total             | 56      | -      | ... | ... | ... | ... | ... | ... | ...   |

## Identité du club

### Logos
Les couleurs de la JSM Tiaret sont le Bleu et le Blanc.

Ancien logo
Ancien logo
Logo actuel

### Historique des noms officiels du club
| Jeunesse Sportive Musulmane de Tiaret (JSMT) |
| -------------------------------------------- |

| Jeunesse Sportive Musulmane de Tiaret (JSMT) |
| -------------------------------------------- |

| Jeunesse Sportive Madinet Tiaret (JSMT) |
| --------------------------------------- |

| Jeunesse Construction Mécanique Tiaret (JCMT) |
| --------------------------------------------- |

| Jeunesse de Tiaret (JT) |
| ----------------------- |

| Jeunesse Sportive Madinet Tiaret (JSMT) |
| --------------------------------------- |